# Рыльский переулок
Рыльский переулок — переулок в Шевченковском районе города Киева. Пролегает от Владимирской до Стрелецкой улицы. Название переулка произошло от дислокации в данном месте в 1654 г. Рыльского полка русских войск.

## Знаменитые жители и здания
- В доме № 5, кв. 3 (в 1943—1988 гг.) жил Иосиф Каракис (1902—1988) — советский архитектор, градостроитель, художник и педагог, один из самых плодовитых[1][2] киевских зодчих. Мемориальной доски нет;
- В доме № 5, кв. 3 жила Ирма Каракис — советский и украинский архитектор;
- В доме № 5 был Киевский областной подпольный комитет КП(б)У. Была мемориальная доска, которая ныне демонтирована;
- В доме № 10 располагалась частная гимназия М. А. Стельмашенко, в советское время Высшая партийная школа ЦК КПУ, а после 1991 года — коммерческий банк.